# Spinocalanus validus
Spinocalanus validus är en kräftdjursart som beskrevs av Georg Ossian Sars 1920. Spinocalanus validus ingår i släktet Spinocalanus och familjen Spinocalanidae. Inga underarter finns listade i Catalogue of Life.